# Великолепный удар
«Великоле́пный уда́р» (англ. The Magnificent Kick, иер. трад. 黃飛鴻與鬼腳七, упр. 黄飞鸿与鬼脚七, кант.-рус.: Вон Фэй Хун ю Куай Кёк Чхат) — гонконгский боевик с боевыми искусствами 1980 года, срежиссированный Дэниелом Лау по сценарию Ситхоу Оня, с участием Куань Такхина, в очередной раз изобразившего на экране народного героя Китая Вон Фэйхуна.

## Сюжет
Видя грядущую победу школы боевых искусств Вон Фэйхуна над школой-конкурентом в танце льва, Ма Лик и две его сестры, Ма Чхёйфа и Ма Чхёйлин, обращаются к мастеру Вону с просьбой научить их своему фирменному удару (известному, как «удар, не оставляющий тени»), чтобы трое смогли отомстить за смерть своего отца генералу Тхит Муньсаню. Учитель Вон отказывает гостям, обосновывая это тем, что ими движут дурные намерения.
Вон Фэйхун отсылает двух своих учеников, Чхата и Вина, в отдалённый городишко за лекарствами. Когда Ма Лика убивают, его сёстры придумывают план с целью привлечь Чхата и Вина к противостоянию с генералом Тхитом, намеренным покончить с семейством Ма. Им удаётся победить генерала в бою, но оставляют ему жизнь, вспомнив слова учителя Вона о том, что месть не должна быть истинной причиной изучать кунг-фу.

## В ролях
| Актёр         | Роль          |
| ------------- | ------------- |
| Куань Такхин  | Вон Фэйхун    |
| Пак Пиу       | Чхат          |
| Вон Хансау    | Ма Чхёйфа     |
| Нгау Камнгань | Вин           |
| Фа Кёйкунь    | Ма Чхёйлин    |
| Хань Инцзе    | Тхит Муньсань |
| Чён Лик       | Ма Лик        |

## Кассовые сборы
Премьера в гонконгском кинопрокате состоялась 18 декабря 1980 года. За всё время показов, закончившихся 23 декабря 1980 года, итоговые кассовые сборы киноленты составили 727 694,5 гонконгских долларов.

## Отзывы
Билл Палмер, Карен Палмер и Рик Мейерс в книге The Encyclopedia of Martial Arts Movies оценивают фильм в 3 звезды из 4 возможных. По их мнению, несмотря на то, что в сюжете нет ничего нового, создатели «Великолепного удара» делают акцент на демонстрации «прекрасных» боевых искусств, и в совокупности с их постановкой — это главное достоинство ленты.